# 北アメリカプレート

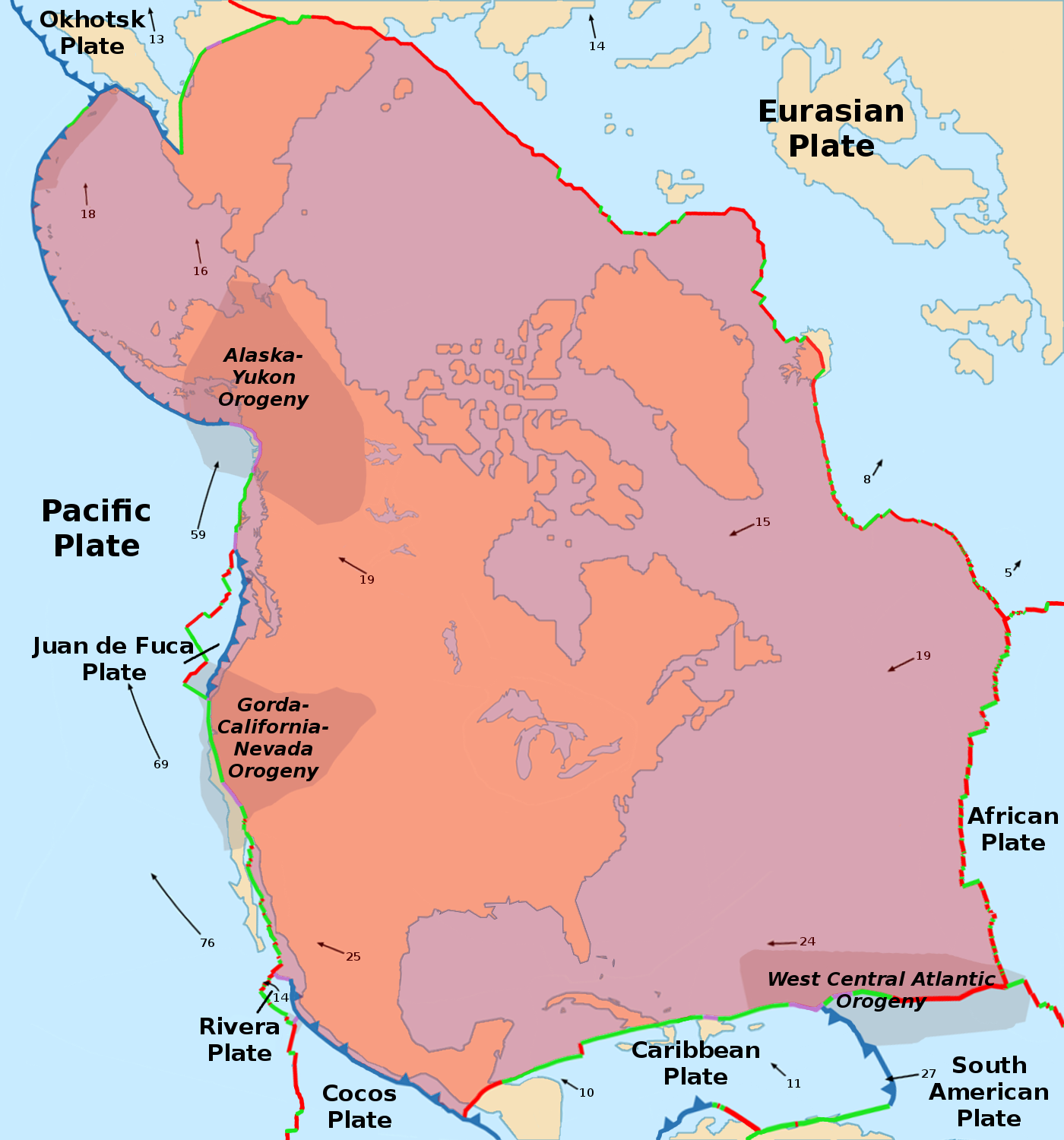
北アメリカプレート

北アメリカプレート（きたアメリカプレート、英: North American Plate）は、アイスランド西部、グリーンランド、北アメリカ大陸および東シベリアから東日本にかけての地殻及びマントル上方のリソスフェアを形成するプレートである。「北米プレート」と呼称されることもある。

## 歴史
過去には、東太平洋では太平洋プレートとファラロンプレートが海嶺から東西に広がっていたと見られている。しかし、その海嶺は次第に東へずれていき、北アメリカプレートの下に沈み込み始めると同時に、衝撃によりいくつかのプレートに分かれた。現在残っているファラロンプレートは完全に北アメリカプレートの下にあり、カリフォルニア湾やサンアンドレアス断層を形成している。ファラオンプレートから分かれたファンデフカプレートは大部分がすでに沈み込んでいるが、一部はまだ太平洋の海底にある。また、同じく分かれたと見られているのがココスプレートとナスカプレートである。

## 周辺のプレートとの関係

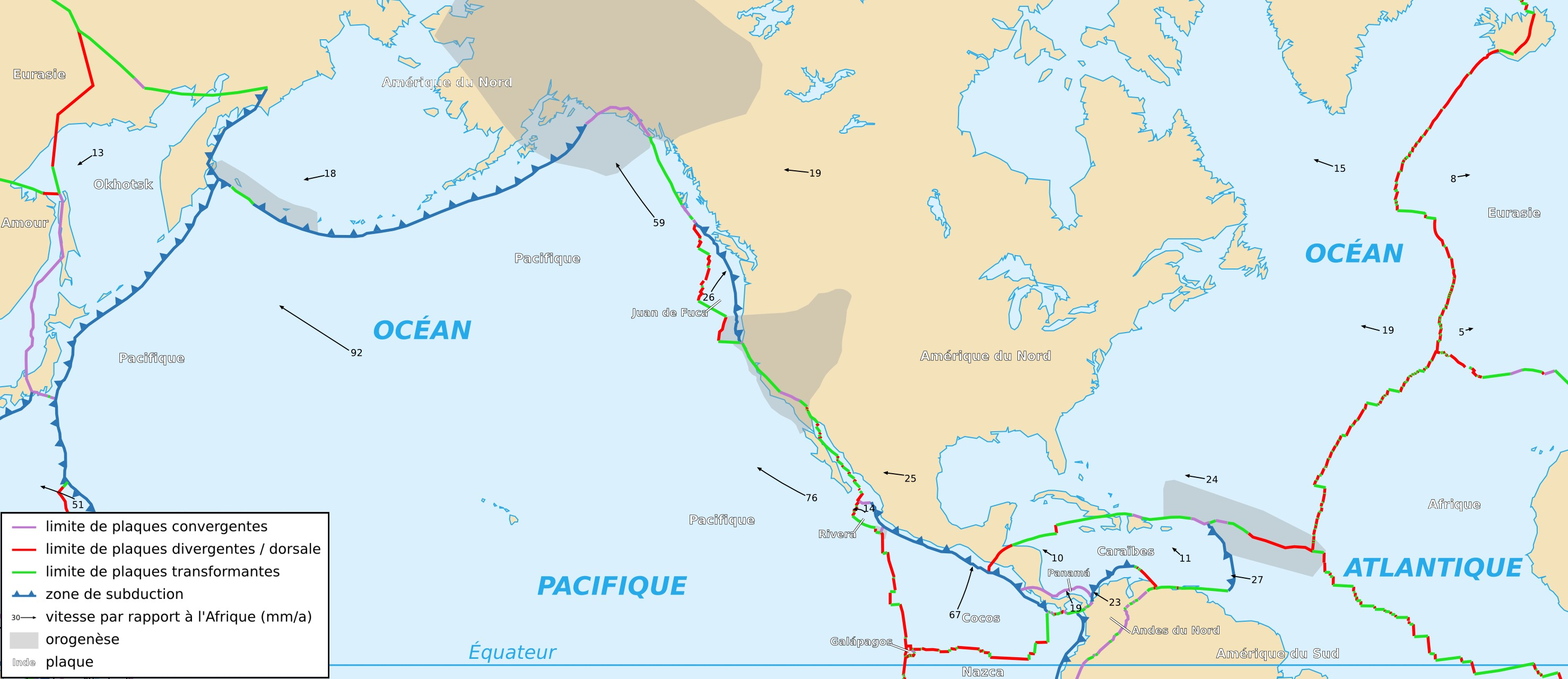

日本の本州中部のフォッサマグナ地域から日本海東部、間宮海峡、ベルホヤンスク山脈、チェルスキー山脈、北極海、グリーンランド海、アイスランド、大西洋中央海嶺にかけての広い地域でユーラシアプレートと接している。日本付近では日本海東縁変動帯で互いに衝突していると見られているが、シベリアから北極海にかけてはどのように接しているかがまだはっきりとわかっていない。なお、東日本がのるプレートについては諸説あり、北アメリカプレートとする説のほかに最近ではカムチャツカ半島以西は独立したオホーツクプレート（Okhotsk Plate）、あるいは同じく独立したアリューシャンプレートとする見方がある。
アゾレス諸島付近から北回帰線付近まではアフリカプレートと接している。また、北回帰線付近からリーワード諸島付近までの地域では南アメリカプレートと、大アンティル諸島からユカタン半島付近までの地域はカリブプレートと接している。
メキシコ南岸の中央アメリカ海溝では北アメリカプレートの下にココスプレートが沈み込んでいる。同じく、カリフォルニア半島からアラスカ半島、アリューシャン列島、カムチャツカ半島、日本列島にかけての太平洋沿岸の全域で太平洋プレートが沈み込んでいる。バンクーバー島周辺ではファンデフカプレートが太平洋プレートと接しており、大部分が北アメリカプレートの下にあるが、一部は太平洋の海底に露出している。日本の相模トラフでは、フィリピン海プレートが沈み込んでいる。